# ベルンハルト・ハイデン
ベルンハルト・ハイデン（Bernhard Heiden、バーナード・ハイデン、1910年8月24日 - 2000年4月30日）は、アメリカ合衆国に移住したドイツの作曲家。

## 生涯
フランクフルト・アム・マイン出身。早くから音楽に興味を示し、6歳の時に最初の作品を作曲した。その後本格的に音楽理論とピアノ、クラリネット、ヴァイオリンを学ぶ。1929年、19歳でベルリン音楽大学に入学し、作曲をパウル・ヒンデミットに師事した。大学の最終学年ではメンデルスゾーン賞を受賞した。1935年、ナチスから逃れるためデトロイトに移住し、8年にわたってアートセンター音楽学校で教鞭をとった。その間、デトロイト室内オーケストラで指揮活動も行っている。1941年にアメリカに帰化し、1943年に軍楽隊に入隊した。第二次世界大戦終了後、コーネル大学に入り、2年後に修士号を得た。その後インディアナ大学の教員となり、1974年まで作曲の教授を務めた。その後も2000年に89歳で死去するまで作曲活動を続けた。
作品には2つの交響曲、バレエ、オペラ、歌曲、管楽器や弦楽器のための室内楽曲、独奏楽器とピアノのための作品などがある。